# بريبين دي مان
بريبين دي مان (27 سبتمبر 1996 في بلجيكا - ) هو لاعب كرة قدم بلجيكي في مركز الوسط. شارك مع منتخب بلجيكا تحت 17 سنة لكرة القدم ومنتخب بلجيكا تحت 18 سنة لكرة القدم ومنتخب بلجيكا تحت 19 سنة لكرة القدم. أما مع النوادي، فقد لعب مع نادي لوكيرين وS.C. Eendracht Aalst ‏.

## وصلات خارجية
- بريبين دي مان على موقع الاتحاد الأوربي (الإنجليزية)
- بريبين دي مان على موقع الاتحاد البلجيكي (الإنجليزية)
- بريبين دي مان على موقع قاعدة بيانات كرة القدم.إي يو (الإنجليزية)
- بريبين دي مان على موقع Soccerway.com (الإنجليزية)
- بريبين دي مان على موقع عالم كرة القدم.نت (الإنجليزية)
- بريبين دي مان على موقع AS.com (الإسبانية)